# Студентато Падри Капучини (Фођа)
Студентато Падри Капучини (итал. Studentato Padri Cappuccini) је насеље у Италији у округу Фођа, региону Апулија.
Према процени из 2011. у насељу је живело 3 становника. Насеље се налази на надморској висини од 7 м.